# Katarzyna Zygmunt
Katarzyna Ewa Zygmunt z domu Bialik (ur. 6 kwietnia 1975 w Krynicy-Zdroju) – psycholożka sportu, sędzia hokeja na lodzie, działaczka społeczna i samorządowa, radna i od 2018 zastępca burmistrza Krynicy-Zdroju.

## Życiorys
Katarzyna Ewa Zygmunt urodziła się 6 kwietnia 1975 w Krynicy-Zdroju. Córka Krystyny i Ryszarda Bialika, hokeisty oraz trenera. Ma brata.
Od 1993 do 1997 studiowała na Akademii Wychowania Fizycznego im. Bronisława Czecha w Krakowie, uzyskując tytuł magistra o specjalizacji odnowa psychosomatyczna. Uzupełniała wykształcenie od 1999 do 2002 na studiach doktoranckich w Katedrze Psychologii krakowskiej AWF. Od 2009 do 2010 odbyła studia Master of Business Administration na kierunku zarządzanie zasobami ludzkimi w Wyższej Szkole Handlu i Prawa im. Ryszarda Łazarskiego w Warszawie.
Od dzieciństwa związana ze sportem, głównie z łyżwiarstwem i hokejem na lodzie. Od 1997 do 2001 była korespondentką czasopism „Tempo”, „Gazeta Wyborcza”, „Gazeta Krakowska”. Została żoną panczenisty Pawła Zygmunta, z którym ma trzech synów, Franciszka, Pawła (ur. 1999, został hokeistą) i Alberta. Była założycielką i menedżerką klubu sportowego (działający w latach 1998–2001), którego jedynym seniorskim zawodnikiem był jej mąż. Została terapeutą psychologii sportu.
W 1999, będąc w ciąży, ukończyła kurs sędziowski w hokeju na lodzie, uczestnicząc w nim jako jedyna kobieta. W 2003 jako pierwsza kobieta w historii hokeja na lodzie w Polsce uzyskała uprawnienia sędzi klasy międzynarodowej. Była sędzią w meczach ligowych o mistrzostwo Polski w hokeju na lodzie mężczyzn, spotkaniach w ramach Pucharu Polski w hokeju na lodzie mężczyzn, meczach ligowych o mistrzostwo Polski w hokeju na lodzie kobiet, w rywalizacji w ramach mistrzostw świata w hokeju na lodzie kobiet. Wraz z Dawidem Bulandą figurowała w sztabie trenerskim drużyny Infinitas KH KTH Krynica, która zdobywała mistrzostwo II ligi hokeja na lodzie podczas turnieju finałowego edycji 2020/2021.
Od końca XX wieku tworzyła wiele akcji sportowo-edukacyjnych, wydarzenia kulturalne, koncerty, wystawy – np. Sport Przeciw Nałogom, Zostań Olimpijczykiem, Hokejowe Nadzieje Olimpijskie, Krynica Summer Jazz 2 Days, Tanga Astora Piazzoli, Orszak Trzech Króli. W 2002 założyła firmę menedżerską „Cogito, ergo sum”, zajmującą się organizacją przedsięwzięć, przede wszystkim sportowych. Założycielka stowarzyszenia „Infinitas”, którego była prezesem od 2012 do 2016. Od 2011 członkini Stowarzyszenia Promujących Młodych Artystów. Od 2012 do 2015 pełniła funkcję wiceprezesa Krynickiego Towarzystwa Kulturalnego im. Jana Kiepury.
W wyborach parlamentarnych w 2001 kandydowała do Sejmu RP w okręgu wyborczym nr 14 z ramienia KW Prawo i Sprawiedliwość. W wyborach samorządowych w Polsce w 2010 kandydaci z powołanego przez nią Komitetu Wyborczego Wyborców Katarzyny Zygmunt bezskutecznie kandydowali do Rady Miasta Krynicy-Zdroju, a ona sama jako osoba bezpartyjna startowała w wyborach na urząd burmistrza Krynicy-Zdroju, otrzymując 844 głosów, tj. 11.35%. W wyborach samorządowych w Polsce w 2014 startowała ponownie do Rady Miasta Krynicy-Zdroju i zdobyła mandat jako jedyna kandydatka KWW Samorządowa Drużyna Katarzyny Zygmunt, a ponadto po raz kolejny ubiegała się o urząd burmistrza Krynicy-Zdroju, tym razem zdobywając 665 głosów, tj. 9,38%. Została przewodniczącą Klubu Radnych „Kurort Krynica”. Z uwagi na ujawnione nieprawidłowości formalne rzekomo poczynione przez nią, 22 lutego 2017 odbyło się głosowanie członków komisji statutowo-prawnej Rady Gminy Krynica Zdrój nad wnioskiem o wygaśnięcie mandatu Katarzynie Zygmunt, zakończone wynikiem 2 za i 2 przeciw. W wyborach samorządowych w Polsce w 2018 uzyskała reelekcję radnej Rady Miasta, startując z KWW Ruch Poparcia Dariusza Reśki. 12 września 2018 została powołana na stanowisko zastępcy burmistrza Krynicy-Zdroju, Dariusza Reśki. 22 listopada 2018 została wybrana wiceprzewodnicząca rady miejskiej. Pełniła też funkcję przewodniczącej Komisji Kultury, Edukacji, Zdrowia, Sportu i Turystyki, z której została odwołana 31 lipca 2019.
Od 2016 do 2018 zasiadała w Radzie Nadzorczej PZU Pomoc S.A. W 2018 została menadżerem ds. projektów i partnerstw strategicznych w PZU S.A. / PZU Zdrowie S.A.